# Женщины в Узбекистане
Социально-правовое положение женщин в Узбекистане находилось под влиянием местных традиций, религии, советского режима и меняющихся социальных норм с момента обретения независимости.

## Материнское здравоохранение и наличие противозачаточных средств
Доступность противозачаточных средств и охраны материнства неоднозначна. По данным 2003 года, 62,3 % женщин использовали контрацептивы. Тем не менее, по оценкам ООН, около 13,7 % женщин в Узбекистане, которые хотели бы предотвратить или отложить следующую беременность, не могут этого сделать из-за ограниченного доступа к противозачаточным средствам. В 2000 году в стране насчитывалось около 20 900 акушерок.

## Принудительная стерилизация
Появляется информация о том, что в Узбекистане практикуется принудительная стерилизация женщин. В отчёте Всемирной службы Би-би-си «Назначение» от 12 апреля 2012 года были обнаружены доказательства того, что женщины подвергаются стерилизации, часто без их ведома, в попытке правительства контролировать население.

## Самоубийства
Самосожжение является распространённой формой самоубийства среди женщин в Узбекистане. По оценкам, в 2001 году около 500 женщин в год совершали суицид после насилия.

## Рабство
ООН признала некоторые усилия правительства по сокращению торговли людьми. Например, для жертв торговли людьми имеются телефонные горячие линии, а за это преступление предусмотрено лишение свободы на срок от пяти до восьми лет.
Тем не менее, торговля людьми все ещё продолжается, поскольку Узбекистан является и поставщиком, и потребителем женщин, ставших жертвами торговли людьми. «Торговля людьми является продолжением „челночной“ торговли. Женщин отправляют в качестве туристов с обещаниями трудоустройства в качестве воспитателей или нянь, но они часто заканчивают тем, что работают в секс-индустрии».

## Права женщин в экономике
«Гендерные роли в экономике изменились в советский период и продолжают меняться после обретения независимости». Несмотря на то, что в Узбекистане существуют программы, помогающие расширить экономические возможности для женщин, существуют постоянные проблемы. Например, рынок труда разделен по полу, и женщинам обычно платят более низкую заработную плату. «Неквалифицированный персонал в непроизводственном секторе практически полностью состоит из женщин». Женщины также не могут работать в ночное время или сверхурочно. По состоянию на 2003 год не существует закона против сексуальных домогательств.
Матери с детьми-инвалидами или многодетные могут выходить на пенсию в возрасте 50 лет, что на пять лет меньше установленного пенсионного возраста (55 лет).

## Права женщин в избирательном процессе
Начиная с 2004 года закон о выборах в Узбекистане требует от политических партий выдвигать не менее 30 процентов кандидатов-женщин в парламент. Однако недопредставленность женщин является эндемичной на всех уровнях управления.
Узбекистан имеет всеобщее избирательное право, однако, «согласно данным опросов, проведённых Центром общественного мнения, 64 % городских и 50 % сельских женщин считают, что у мужчин больше возможностей для реализации своих прав в политической сфере».

## Принудительный брак и похищение невест
Принудительный брак путем похищения невест происходит в некоторых частях страны, особенно в отдалённом Каракалпакстане. Считается, что похищения невест связаны с экономической нестабильностью. В то время как свадьбы могут быть чрезмерно дорогими, похищения позволяют избежать как стоимости церемонии, так и приданого за невесту. Некоторые ученые сообщают, что менее желанные мужчины с плохим образованием или проблемами с наркотиками или алкоголем с большей вероятностью могут похитить своих невест.

## Религиозная жизнь женщин
При первом президенте страны, Исламе Каримове, проводилась жёсткая политика в отношении проявления ислама в обществе, среди прочего существовал негласный запрет на использование религиозной одежды. Девушки и женщины, носившие хиджаб, находились под повышенным вниманием правоохранительных органов. С 1998 года в стране законодательно действовал запрет на ношение хиджаба в общественных местах. С приходом к власти нового президента, Шавката Мерзиёева, начались некоторые послабления, так, в 2021 году запрет на ношение хиджаба в общественных местах был снят. Также скорректировали нормативы по общенациональной школьной форме и для школьниц-мусульманок разрешили светлые платки и тюбетейки. Тем не менее в стране всё ещё периодически возникали инциденты по теме религиозной одежды женщин.